# Minao Shibata
Minao Shibata (柴田 南雄), Shibata Minao, 29 septembre 1916 à Tokyo - 2 février 1996 dans la même ville, est un compositeur japonais.

## Biographie
Shibata étudie la botanique et prend des cours de musique privés auprès de Saburō Moroi. De 1939 jusqu'en 1941 il est violoncelliste de l'orchestre à cordes de Tokyo (東京弦楽団), Tōkyō Gengakudan). De 1948 à 1955, il enseigne à l'université de Tokyo, de 1952 à 1959 à l'université pour femmes d'Ochanomizu, et de 1959 à 1969 il est professeur de musicologie à l'université des beaux-arts et de musique (Tokyo Geijutsu Daigaku) à Tokyo, pour vivre par la suite comme compositeur indépendant. Outre ses œuvres orchestrales et vocales, il a également composé des pièces pour instruments électroniques.

## Prix et distinctions
- 1974 Prix Otaka pour Consort of Orchestra
- 1982 Ordre du Cordon d'or
- 1992 Désignation comme personne de mérite culturel

## Œuvres
- 1943 Variation pour piano, op. 1
- 1943 Sonate pour piano, op. 2
- 1943 Quatuor à cordes n°. 1, op. 3
- 1947 Quatuor à cordes n°. 2, op. 5
- 1947 Suite pour violon et piano, op. 10
- 1951 Magnificat et Nunc Dimittis pour chœur et orgue, op. 16a
- 1956 Musique pour orchestre de chambre, op. 19
- 1957 Improvisation I pour piano, op. 20
- 1958 3 Poèmes d'après Katsue Kitazono pour soprano et orchestre, op. 21
- 1959 Hans im Glück pour récitant, chœur masculin et orchestre de chambre
- 1960 Sinfonia pour orchestre, op. 25
- 1963 Poème récité dans la nuit pour soprano et orchestre de chambre, op. 28
- 1965 Essay for 6 Brasses, op. 29
- 1968 Improvisation II pour piano, op. 31
- 1968 Improvisation pour musique électronique, op. 32
- 1969 3 Canons pour piano, op. 33
- 1969 Imagery pour Marimba, op. 34
- 1973 Consort of Orchestra pour orchestre, op. 40
- 1973 Oiwakebushi-kō pour chœur et shakuhachi, op. 41
- 1977 Yugaku pour orchestre, op. 54
- 1977 Vinaya pour orgue, op. 55
- 1977 Candelabra pour guitare, op. 56
- 1978 Phaedrus pour voix d'hommes et flûte à bec, op. 58
- 1979 Diafonia pour orchestre, op. 62
- 1981 The Story of Mininashi-Hōichi pour voix d'hommes, koto, guitare et piano, op. 66
- 1981 Generation pour 2 pianos, op. 68
- 1983 Diferencias pour voix et orgue, op. 76
- 1984 Metafonia pour orchestre, op. 81
- 1984 Sumposion pour 17-gen et percussion, op. 82
- 1987 Étude pour Gamelan pour Gamelan orchester, op. 92
- 1989 Antifonia pour orchestre, op. 100

## Source de la traduction
- (de) Cet article est partiellement ou en totalité issu de l’article de Wikipédia en allemand intitulé « Minao Shibata » (voir la liste des auteurs).